# Sarah Robles
Sarah Elizabeth Robles (1 de agosto de 1988) é uma halterofilista estadunidense, medalhista olímpica. 

## Carreira
Sarah Robles competiu na Rio 2016, onde conquistou a medalha de bronze na categoria mais de 75 kg.